# Hypnodance
Hypnodance è un gruppo del rinascimento Rock new wave fiorentino, con influenze che spaziano dal rhythm and blues al soul, dalla psichedelia al rock classico. Il gruppo - nato come formazione fantasma di studio - debutta discograficamente a Firenze nel 1984, su iniziativa di Ernesto De Pascale, Sergio e Gianni Salaorni, e Alex Raimondi, lasciando il segno fino al primo decennio del duemila.

## Storia degli Hypnodance
Dopo un'intensa gavetta fra il 1984 e il 1986, tra il 1988 e il 1990 la band assume un assetto stabile con Ernesto De Pascale, Roberto Terzani e Massimo Altomare e una lunga serie di esperienze in studio e dal vivo fatta di oltre cento concerti in meno di due anni. 
Da menzionare lo stuolo di musicisti che hanno suonato durante la fase di consolidamento del gruppo, e che poi sono diventati famosi ed apprezzati ovunque: il tastierista Francesco Gazzara, i sassofonisti Dario Cecchini (Jovanotti e Funkoff) e Simone Santini (Funk Company). Ancora il pianista jazz Alessandro Galati, il percussionista Stefano Focacci, il batterista Daniele Trambusti (Bella Band e Litfiba) e il chitarrista Marco Lamioni (compositore e produttore). Infine i membri della formazione stabile di fine anni '80: Roberto Terzani (Wind Open, Litfiba, Piero Pelù), e Massimo Altomare.
Il gruppo negli anni di maggior impegno ha partecipato a numerose trasmissioni televisive, al Pistoia Blues Festival edizione 1989 e appare al completo in numerosi brani dei due dischi solisti di Massimo Altomare: Il grande ritmo dei treni neri (scritto dal trio Altomare/Terzani/De Pascale – RCA, 1988) e Un'ora di libertà (scritto da De Pascale e Altomare – RCA, 1990)
Nel 1990 l'attività di Hypnodance è stata ufficiosamente interrotta per favorire il passaggio di Trambusti e Terzani nei Litfiba. I restanti del gruppo, De Pascale, Gazzara e Salaorni, hanno mantenuto vivo lo spirito del gruppo e continuato a sperimentare in autonomia.

### La reunion
L'interesse risorto nelle attività creative degli anni Ottanta a Firenze, la mostra Un week end post moderno del febbraio 2002, di cui De Pascale è stato curatore, i cd Firenze Sogna e Firenze Sogna n.2, il libro Anni di Musica vol.1 (1960-1990), a cura della Regione Toscana e di Toscana Musiche, e il successivo volume Anni di Musica vol.2, hanno portato ad un rinato interesse verso la band e ad una conseguente reunion.
Nel 2003 la riunione di Hypnodance con Ernesto De Pascale, Gianni Salaorni, Alex Raimondi e il bassista Henry James Downes, insieme alla new-entry Giulia Nuti, ha intrapreso subito molti progetti, come la registrazione di un brano per un tributo americano alla musica west coast degli anni sessanta (il gruppo ha scelto Get Together di Chet Powers a.k.a Dino Valente, portata al successo dagli YoungBloods, ma qui nella versione cantata in italiano per il nostro mercato da Jesse Colin Young con l'improbabile titolo di Se qualcuno mi dirà).
La produzione di un brano aggiuntivo per la stampa in vinile del doppio tributo a Frank Zappa Frank you, Thank!, con la registrazione della reinterpretazione-omaggio The torture never stops (stampa rimasta inedita).
La registrazione del brano Seeing, scritta da Skip Spence dei Moby Grape per l'album '69, che costituisce il contributo della formazione fiorentina ad un disco tributo per la sfortunata band di San Francisco.

## Discografia
- 1984 – E.P. (Contempo Records, 12")
- 1986 – Psychedelic Blue (radio edit) / Psychedelic Blue (45 giri, autoproduzione)
- 1989 – Hypnodance (33 giri) (Contempo Records)
- 1990 – In the city  (Contempo Records,12 pollici)
- 2000 – Firenze Sogna vol. 2  include i brani del 12 pollici extended play di debutto e il lato A del singolo Psychedelic blue (Larione 10/Il Popolo del Blues/Materiali Sonori)
- 2003 – Anni di Musica vol. 1 (il cd allegato include il brano The Mistery of Love) Materiali Sonori